# Michael Schubert
Michael Schubert (Berlín Oriental, 31 de diciembre de 1967) es un deportista de la RDA que compitió en halterofilia.
Ganó una medalla de bronce en el Campeonato Mundial de Halterofilia de 1989 y una medalla de bronce en el Campeonato Europeo de Halterofilia de 1989, ambas en la categorá de +110 kg. Participó en los Juegos Olímpicos de Seúl 1988, ocupando el cuarto lugar en la misma categoría.

## Palmarés internacional
| Campeonato Mundial | Campeonato Mundial | Campeonato Mundial | Campeonato Mundial |
| Año                | Lugar              | Medalla            | Categoría          |
| ------------------ | ------------------ | ------------------ | ------------------ |
| 1989               | Atenas (Grecia)    | Medalla de bronce  | +110 kg            |
| Campeonato Europeo |                    |                    |                    |
| Año                | Lugar              | Medalla            | Categoría          |
| 1989               | Atenas (Grecia)    | Medalla de bronce  | +110 kg            |